# Iveta Radičová
Iveta Radičová (Bratislava, 7 de desembre de 1956) fou Primera Ministra d'Eslovàquia i membre de la Unió Democràtica i Cristiana Eslovaca – Partit Democràtic. Va jurar el càrrec el 8 de juliol de 2010 com a cap de govern d'una coalició de quatre partits de centredreta, després de les eleccions del 2010. Fou la primera dona que esdevé primera ministra a Eslovàquia. Després de disputes entre els partits de la coalició, que van provocar eleccions anticipades, va deixar el càrrec el 4 d'abril de 2012. El 2018, fou nomenada per la Comissió Europea coordinadora del Fòrum del Corredor Mediterrani, en el marc de les Xarxes transeuropees de transport.

## Vida personal
Radičová va néixer a Bratislava el 7 de setembre de 1956. Té una filla i és vídua de Stano Radič, un famós comediant eslovac, mort el 2005. A part de la seva llengua materna, l'eslovac, Radičová parla anglès i rus amb fluïdesa i té coneixements d'alemany i polonès.

## Trajectòria acadèmica
Radičová va començar la seva trajectòria acadèmica estudiant sociologia a la Universitat Comenius de Bratislava, obtenint el doctorat el 1981. Va treballar com a sociòloga a l'Acadèmia Eslovaca de Ciències entre 1979 i 1989, coordinant un equip de recerca en polítiques de família. El 1990, va prosseguir amb els seus estudis postdoctorals durant un any a la Universitat d'Oxford. En tornar a Eslovàquia el 1991, Radičová va fundar el Centre d'Anàlisi en Polítiques Socials, una de les primeres ONGs del país, i va exercir-ne de directora executiva fins al 2005. Durant aquest període, Radičová també va impartir classes als departaments de sociologia, ciència política i treball social a la Universitat Comenius. El 2005, va ser nomenada professora de sociologia per la facultat de Filosofia de la Universitat Comenius. Era la primera dona professora de sociologia a Eslovàquia.

## Trajectòria política
Radičová començà la seva trajectòria política el 1990 com a membre del moviment Públic Contra la Violència (eslovac: Verejnosť proti násiliu), actuant de portaveu del partit fins al 1992. Del 2005 al 2006, va exercir de ministra de treball, afers socials i família, al govern de centredreta del Primer Ministre Mikuláš Dzurinda. Radičová va ser llavors elegida membre del Parlament d'Eslovàquia a la llista del partit liberal-conservador de Dzurinda Unió Democràtica i Cristiana Eslovaca – Partit Democràtic (SDKÚ-DS) a les eleccions al parlament de 2006.
Després de les eleccions de 2006, l'SDKÚ-DS va passar a l'oposició. Radičová va esdevenir membre oficial del partit després de les eleccions i fou subseqüentment elegida diputada representant del partit. Radičová també va exercir de presidenta del comitè parlamentari d'afers socials i habitatge.
El 2009, Radičová va ser escollida candidata a les eleccions presidencials de 2009 pel SDKU-DS, rebent també el suport del Moviment Democràtic Cristià (KDH) i el Partit de la Coalició Hongaresa (SMK-MKP). A la primera volta de les eleccions, duta a terme el 21 de març, Radičová va obtenir un sorprenentment alt 38,05% del vot, quedant segona després del llavors president Ivan Gašparovič, que no va aconseguir recollir la majoria del vot. Radičová va ser superada la segona volta el 4 d'abril per Gašparovič, rebent un insuficient 44,47% del vot. Va ser la primera dona a arribar a la segona volta de les presidencials en la història d'Eslovàquia.
Poc després de perdre les eleccions presidencials, Radičová es va veure immersa en una forta polèmica després d'emetre un vot parlamentari per un company del seu partit absent en aquell moment, violant així les normes parlamentàries. Per culpa d'aquesta polèmica, Radičová va renunciar al seu escó al parlament el 23 d'abril del 2009.
A començaments de 2010, fou elegida líder de la Unió Democràtica i Cristiana Eslovaca – Partit Democràtic (SDKÚ-DS) per a les eleccions legislatives de 2010 en unes eleccions primàries, vencent l'ex-ministre de finances Ivan Mikloš. Durant la campanya electoral, el seu partit presentà un programa que reclamava disciplina fiscal i prometia revigoritzar l'economia després de la caiguda patida el 2009.

### Primera Ministra

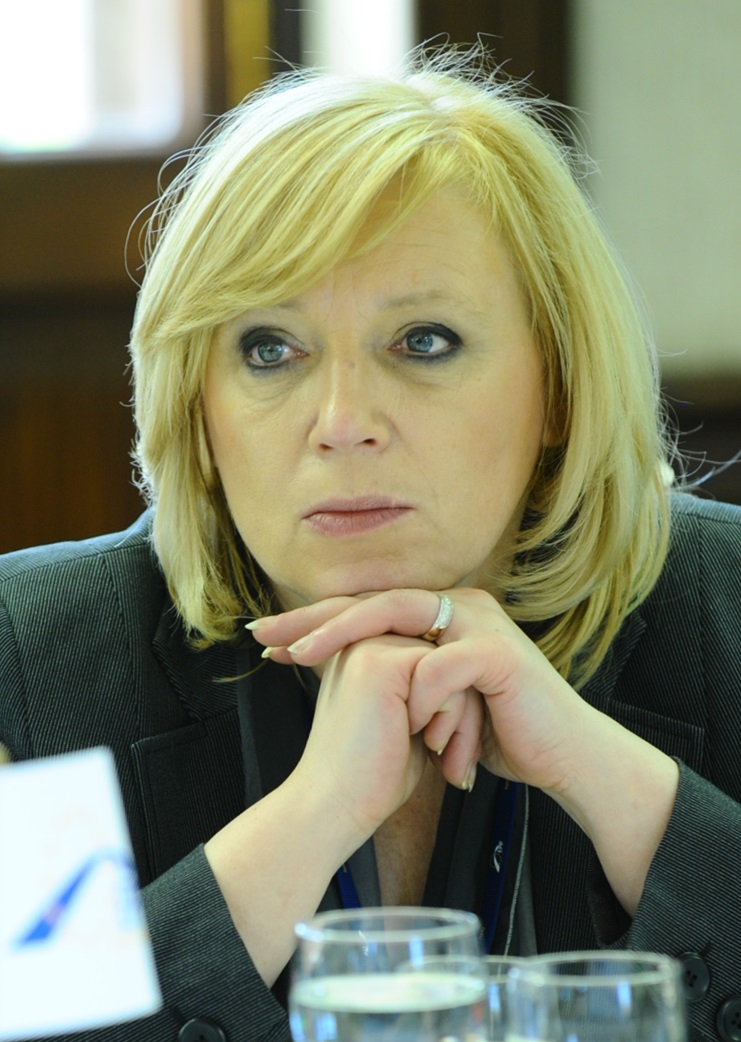
Radičová en 2011

A les eleccions celebrades el 12 de juny de 2010, l'SDKÚ-DS va obtenir una distant segona posició amb el 15,42% del vot, molt lluny del partit de centreesquerra Direcció - Socialdemocràcia del Primer Ministre Robert Fico, que obtingué un 34,79% dels sufragis. Tanmateix, els companys de coalició de Fico, els ultranacionalistes del Partit Nacional Eslovac i els conservadors del Moviment per una Eslovàquia Democràtica (HZDS), van obtenir mals resultats, amb cap escó per a HZDS. Com a conseqüència de tot plegat, la coalició de centredreta formada pels liberals Llibertat i Solidaritat (SaS), el Moviment Democràtic Cristià (KDH), el partit dels hongaresos Most-Híd i el mateix SKDÚ-DS va poder formar una majoria al parlament, amb 79 escons de 150. Després que Fico demostrés ser incapaç de formar govern, el president Ivan Gašparovič li demanà a Radičová, com a líder del partit més gran de l'oposició, que formés govern, el 23 de juny del 2010. Radičová va assumir el càrrec de primera ministra, sent la primera dona a Eslovàquia a assolir aquest càrrec, el 8 de juny de 2010, liderant un govern de coalició de SDKU-DS, SaS, KDH, i Most-Híd.
Radičová va prometre que el seu nou govern retallaria la despesa de l'estat per tal de reduir el dèficit pressupostari, i evitaria pujades d'impostos. Va afirmar que "Estem preparats per assumir la responsabilitat del país, en uns temps marcats per l'impacte de la profunda crisi econòmica i les decisions irresponsables dels nostres predecessors polítics." També va dir que l'aval d'Eslovàquia de 4,5 mil milions d'euros per al fons d'estabilització de la UE era exorbitant, si bé també va afirmar que no bloquejaria l'aprovació dels plans de la UE, encara que intentaria renegociar-ne la contribució d'Eslovàquia. El nou govern va intentar, mitjançant el seu soci de coalició Most-Hid, reconstruir els lligams amb Hongria, seriosament afectats per l'adopció de lleis bel·ligerants en aspectes lingüístics i de ciutadania (cal recordar que Eslovàquia té una important proporció d'hongaresos).
El seu govern perdé la confiança del parlament l'11 d'octubre de 2011 a causa de desavinences entre els partits de la coalició governamental per l'ampliació del Fons Europeu d'Estabilitat Financera, fet que portà a la celebració d'eleccions anticipades el 10 de març de 2012, les quals foren guanyades per l'oposició socialdemòcrata amb majoria absoluta enmig d'un important escàndol de corrupció que va implicar polítics locals de centredreta.

### Després de Primera Ministra
El setembre de 2018, la Comissió Europea la va nomenar coordinadora europea del Corredor Mediterrani, en el marc de la política de Xarxes transeuropees de transport. Substitueix el neerlandès Laurens Jan Brinkhorst.